# 1737年堪察加地震
1737年堪察加地震發生於1737年10月17日，堪察加半島南端附近發生強烈地震。當地時間約凌晨3點（協調世界時16點），堪察加半島和千島群島的居民有震感。1737年堪察加地震震源深度約40公里（25英哩），地震矩震級估計為9.0-9.3級。

## 背景
此次地震與以千島海溝為標誌的俯衝帶的逆衝斷層有關。使用海嘯資料計算地震震級，得出矩震級為9.3級。
這次地震引發的海嘯被認為是該地區有史以來破壞力最大、規模最大的海嘯，與1952年北庫里爾斯克地震並駕齊驅，甚至可能更大。

## 海嘯
在千島群島北部，海嘯高度估計為20公尺（66英尺），阿瓦恰灣為30公尺（98英尺）。根據對島上發現的浮木高度的評估，阿姆奇特卡島的最大海嘯高度估計為12至16公尺（39至52英尺）。德國科學家兼探險家格奧爾格·威廉·斯特勒於1740年到訪該地區時，注意到在海岸線上方發現了海洋哺乳動物的骨骼和浮木。在一道高達230英尺（70公尺）的山脊上還發現了樹木。克拉舍寧尼科夫的書中提到，一場高達3薩珍（6.3公尺）的海嘯淹沒了海岸。另一場高達30薩珍（63公尺）的海浪襲擊了海岸，造成許多當地人死亡，並摧毀了他們的定居地。海嘯的力量非常強大，海嘯捲走了泥土和沙子，露出了第二千島海峽的基岩。